# Silikatverwitterung
Die Silikatverwitterung bezeichnet die hydrolytische Zersetzung von Silikaten, also die chemische Reaktion der Mineralbestandteile mit den H+- und OH−-Ionen des dissoziierten Wassers. Besonders der hydrolytischen Zersetzung ausgesetzt sind Verbindungen, die aus einer schwachen Säure und/oder einer schwachen Base bestehen. Dies sind vor allem Carbonate (die zu Calciumhydrogencarbonat dissoziieren) und Silikate – somit ist ein Großteil der gesteinsbildenden Minerale der Hydrolyse unterworfen.
Bei der Silikatverwitterung wird in der Regel Kohlenstoffdioxid CO2 aus der Atmosphäre gebunden, weswegen sich mit der Verfügbarkeit von CO2 die Silikatverwitterung beschleunigt, wodurch wiederum die CO2-Konzentration in der Atmosphäre sinkt. Dieser zyklische Prozess wird als Rückkopplung der Silikatverwitterung bezeichnet und wirkt hemmend auf durch CO2 bedingte globale Klimaveränderungen.

## Chemischer Hintergrund
Für die Verwitterung der Silikate soll der Prozess der Hydrolyse am Beispiel des Kalifeldspats erläutert werden, da er mit ca. 20 % Volumenanteil eines der häufigsten Minerale in der Erdkruste darstellt.
Gerät die Mineraloberfläche in Kontakt mit dem Lösungsmittel Wasser, werden die am Rand liegenden Ionen im Kristallgitter hydratisiert (vor allem die Kaliumionen K+-Ionen), was zu einer Lockerung der Bindung führt. In weiterer Folge werden die K+-Ionen herausgelöst und dabei durch Protonen des Wassers ersetzt:
{\displaystyle {\ce {KAlSi3O8 + H2O -> HAlSi3O8 + K+ + OH-}}}
Durch die in der Natur vorkommenden Bodenporenlösungen werden die OH−-Ionen durch die Protonen der enthaltenen Säuren neutralisiert. Die K+-Ionen werden ausgewaschen, adsorbiert oder als wichtiger Bodennährstoff durch Pflanzen aufgenommen. Schreitet die Anlagerung der Protonen und OH−-Ionen an das Kristallgitter des Feldspats voran, werden innerhalb der silikattypischen Tetraederverbindungen die Si–O- und Al–O-Bindungen aufgelöst.
Schlussendlich wird die Mineralstruktur unter Bildung von Aluminiumhydroxid und Orthokieselsäure, die beide Endprodukte der Silikatverwitterung darstellen, vollständig zerstört:
{\displaystyle {\ce {HAlSi3O8 + 7 H2O -> Al(OH)3 + 3 H4SiO4}}}
Dieser Schritt der Silikatverwitterung wird Desilifizierung genannt, da der Lösung ein großer Teil des Silikats entzogen wird.
Andere Silikate, wie zum Beispiel Glimmer, Hornblenden oder Olivin, sind im Prinzip genauso von diesen Verwitterungsprozessen betroffen. Aus den ionaren und molekularen Zersetzungsprodukten der hydrolytischen Spaltung können als feste Produkte sekundäre (Ton-)Minerale rekristallisieren (zum Beispiel Kaolinit oder Illit). Dabei können die neugebildeten Minerale das Volumen des aufgelösten Minerals ausfüllen und dadurch seine einstige Gestalt annehmen (Pseudomorphose) oder sich an der Gesteinsoberfläche abscheiden.